# 植田信治
植田 信治（うえだ しんじ、1928年 - 2001年11月6日）は、デイリースポーツ編集局長、全日本女子プロレスでWWWA初代コミッショナーを務めた人物。

## 概観
兵庫県神戸市出身。同紙運動部長在任中の1968年に全日本女子プロレスの旗揚げに関わり、後にWWWA初代コミッショナーにも就任。公平で毅然としたタイトル運営により、女子プロレスの地位向上に努めた。またヒールレスラーの横暴にも強気な態度を貫き「熱血コミッショナー」とも呼ばれていた。
同紙定年退職後は全女事業部門の代表に迎えられて、興行担当として会場の確保やスケジュール調整等に手腕を発揮した。永年の功績によって1998年に女子プロレス殿堂入りした直後に、金銭上の問題から松永兄弟と決裂して、晩年は全女を離れていた。

## 脚註
1. ↑  クラッシュ・ギャルズ誕生（ロッシー小川ブログ、2009年5月14日)